# Port lotniczy Barnauł
Port lotniczy Barnauł (IATA: BAX, ICAO: UNBB) – port lotniczy położony 15 kilometrów na zachód od Barnaułu, w Rosji.

## Linie lotnicze i połączenia
| Linia lotnicza    | Kierunek                             |
| ----------------- | ------------------------------------ |
| Aerofłot          | 1. Moskwa-Szeremietiewo              |
| KrasAvia          | 1. Krasnojarsk                       |
| Nordwind Airlines | 1. Kazań 2. Sankt Petersburg         |
| Ikar              | 1. Soczi                             |
| Pobeda            | 1. Moskwa-Szeremietiewo              |
| S7 Airlines       | 1. Moskwa-Domodiedowo 2. Nowosybirsk |
| Ural Airlines     | 1. Moskwa-Domodiedowo 2. Soczi       |
| UTair Aviation    | 1. Surgut                            |
| UVT Aero          | 1. Kazań 2. Perm                     |